# Reunificación de Corea

Bandera oficial de la República de Corea (Corea del Sur) (2011-presente).

Bandera oficial de la República Popular Democrática de Corea (RPDC, Corea del Norte) (1992-presente).

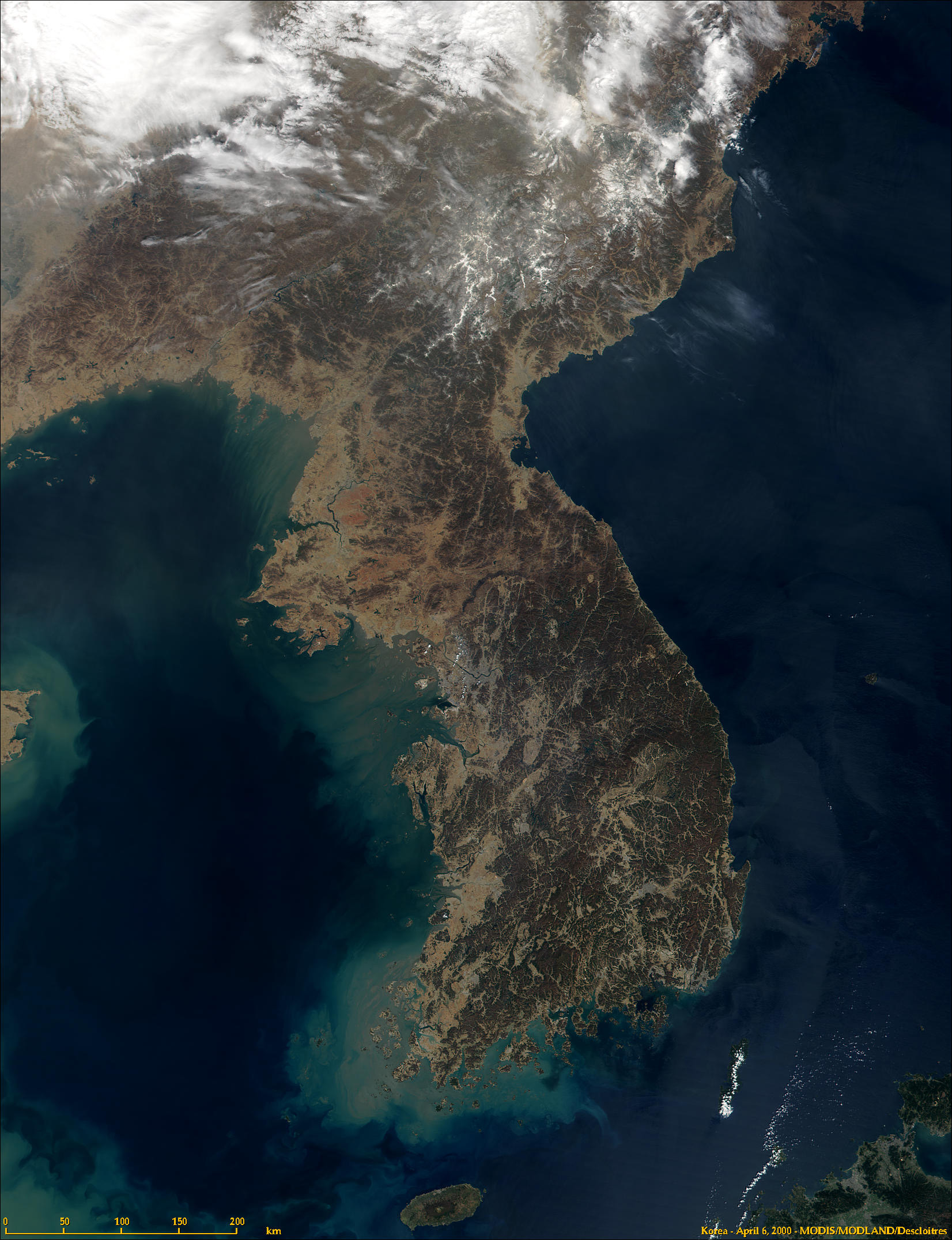
La península de Corea vista desde el espacio.

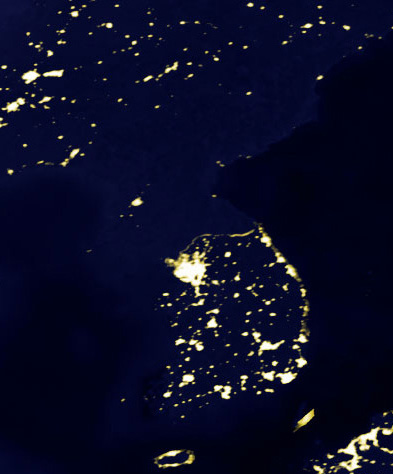
Foto satelital nocturna de la península coreana en 2003. Suele ser utilizada por algunos economistas y analistas occidentales para hacer referencia a los notablemente distintos niveles de desarrollo socio-económicos alcanzados por los dos Estados ideológicamente contrapuestos.

La Reunificación de Corea (en hangul, 통일; en hanja, 統一; romanización revisada, Tong(-)il; McCune-Reischauer, T'ongil) fue una idea nacionalista coreana de carácter centrípeto que proclama la reunión de Corea del Norte y Corea del Sur en un mismo estado, para que vuelvan a ser un solo país. Además de la importancia social que tendría la unión, algunos analistas creen que la nueva Corea podría convertirse en una potencia mundial en muy pocos años, debido al potencial tecnológico existente en Corea del Sur. Otros consideran que sucedería algo similar a la reunificación alemana tras la caída del muro de Berlín en 1989 entre Alemania Occidental y la Alemania Oriental, en la que básicamente la Alemania Occidental absorbió a la Oriental con un cierto impacto económico. En enero del 2024, sin embargo, el Líder Norcoreano Kim Jong-Un declaró a Corea del Sur como su "principal enemigo" y derrumbó el Arco de Reunificación Coreana, declarando además que su país renunciaba a todo intento de reunificarse con su vecino del Sur.

## División
Japón invadió y ocupó ilegalmente Corea desde 1910 hasta 1945. Después de que Japón fuese derrotado en la Segunda Guerra Mundial, las Naciones Unidas diseñaron un plan para la administración de Corea. El paralelo 38 que divide la península funcionaba para dividir Corea en dos zonas de administración: la Unión Soviética al norte y los Estados Unidos al sur. Las políticas de la Guerra Fría dieron como resultado dos gobiernos separados. En junio de 1950, Corea del Norte invade Corea del Sur, empezando la guerra de Corea. Después de tres devastadores años de lucha que involucraron a la República Popular China, la Unión Soviética, y a las Naciones Unidas de parte de Estados Unidos, la guerra terminó con un acuerdo de alto al fuego y aproximadamente los mismos límites aunque con una pequeña ganancia de terreno por parte de Corea del Sur. Los dos países nunca firmaron un acuerdo de paz.
A pesar de ser dos entidades políticamente separadas, ambos gobiernos proclamaron como meta la eventual restauración de Corea como un único Estado. Una Corea unificada es un componente muy importante para la identidad nacional de Corea. Un equipo coreano unificado se presentó en las ceremonias de inauguración de los Juegos Olímpicos de Sídney 2000, los Juegos Olímpicos de Atenas 2004, los Juegos Olímpicos de Turín 2006 y en los Juegos Olímpicos de Pieonchang 2018, este último hubo un equipo coreano unificado femenino de Hockey sobre hielo, pero en el resto, el Norte y el Sur de Corea compitieron en equipos separados. Hubo planes de formar un equipo verdaderamente unificado para los Juegos Olímpicos de Pekín 2008 que finalmente no dieron resultado. En el campeonato mundial de Tenis de Mesa de 1991 celebrado en Chiba, Japón, los dos países formaron un equipo unificado.
La película de 2005 Cheongun (en inglés: Heaven's Soldiers), dirigida por Min Joon Gi, retrataba a soldados de Corea del Norte y del Sur quienes viajaban en el tiempo a 1572 y se unían al héroe del siglo XVI Yi Sun Sin en la lucha contra tribus bárbaras extranjeras. Este tema claramente usa la figura de Yi, venerado como Héroe Nacional en ambas partes de la Corea contemporánea, para abogar por la reunificación.

## Estado actual

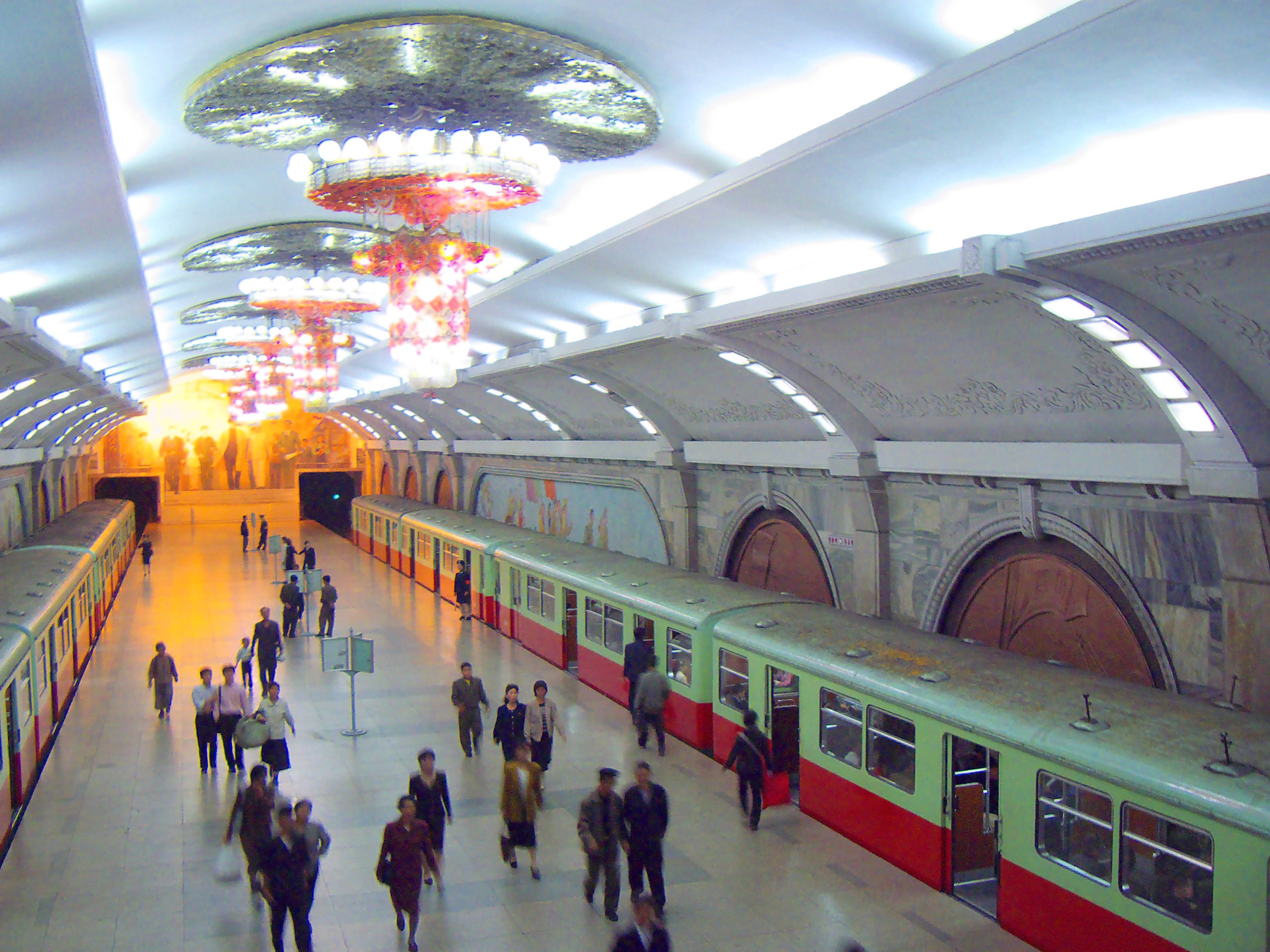
Metro de Pionyang, Corea del Norte.

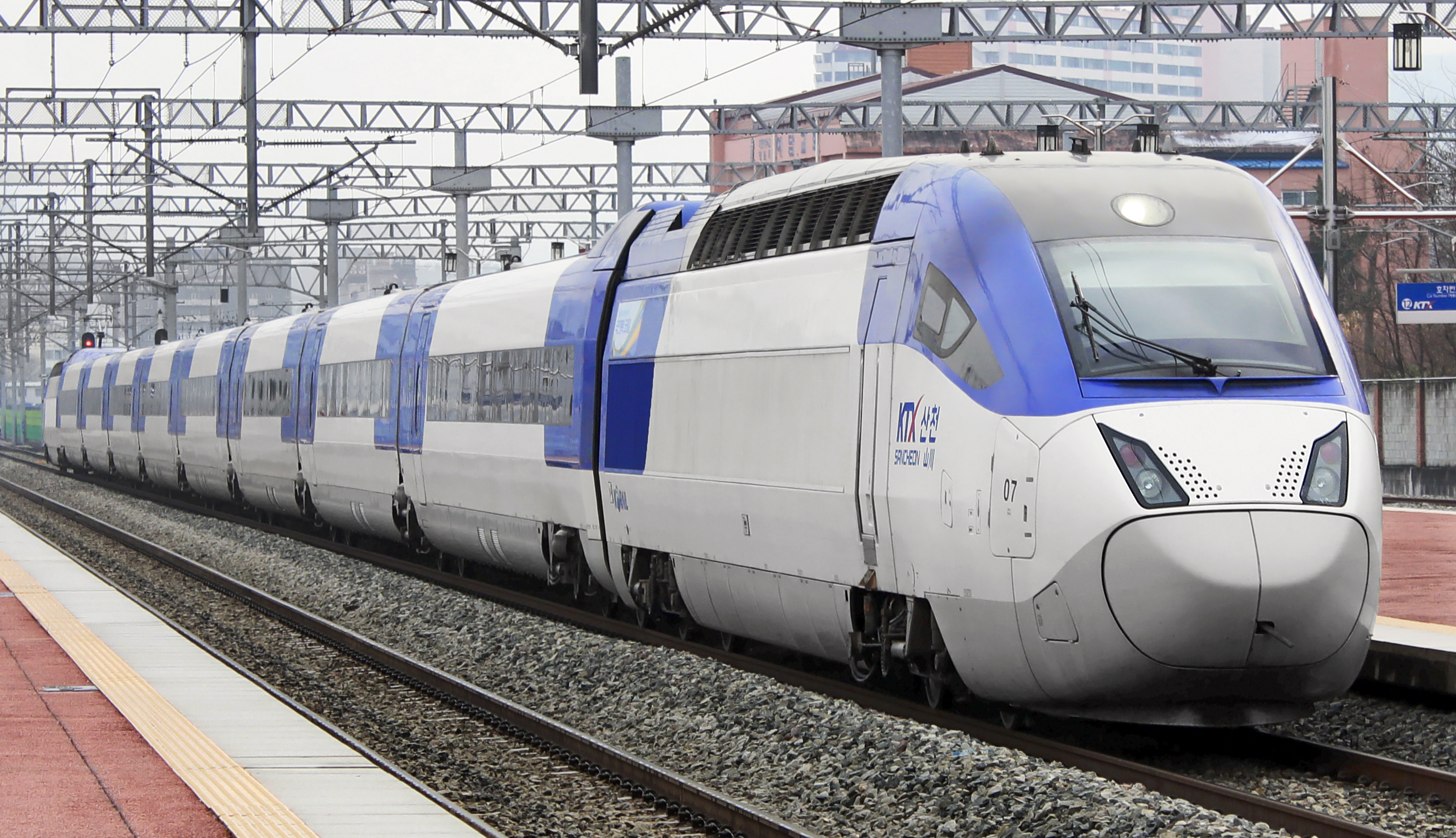
Un KTX, tren de alta velocidad en Corea del Sur.

Pese a la actual separación, ambos gobiernos siempre han considerado la reunificación como uno de los principales objetivos a cumplir.
La eventual integración política de la península bajo el régimen democrático de Corea del Sur es generalmente vista como inevitable por todas las partes involucradas.[cita requerida] La reunificación se convierte en una verdad aparente considerando que la gente de Corea ha compartido identidad desde hace 5000 años. La reunificación, en otras palabras, sea mediante el colapso de Corea del Norte o la gradual integración entre el Norte y el Sur, es todavía un tema de intenso debate político e incluso conflictos entre las partes interesadas, entre quienes están ambas Coreas, China, Japón, Rusia y los Estados Unidos.[cita requerida]
Algunos analistas políticos y muchos coreanos dirían que el proceso de reunificación ya ha comenzado, no obstante a un nivel muy controlado de paz, por el actual proceso de reconciliación y cooperación económica entre las dos Coreas. Por otra parte, la realidad actual parece demostrar que todo es diferente ya que la Zona Desmilitarizada de Corea se mantiene altamente protegida y Corea del Norte sigue sin abandonar sus proyectos de armamento nuclear. Todavía algunos optimistas apuntan a las relaciones y diálogos sin precedentes entre las Coreas como muestra de que, a pesar de estar atrapados entre los intereses de China, Japón, Rusia y los Estados Unidos, ahora son los coreanos quienes toman la reunificación en sus manos.

## Estrategias de reunificación

### Lapolítica del sol
Partidarios de la política del Sol argumentan que las sanciones y amenazas de los gobiernos de Estados Unidos y Corea del Sur han dañado, más de lo que han mejorado, las perspectivas de una reunificación. Opinan que si el gobierno de Corea del Norte no se siente amenazado por Corea del Sur o los Estados Unidos, no tendrá nada que perder y todo para ganar del diálogo y las relaciones con el mundo exterior, así como no tendrá motivos para construir armas de destrucción masiva. Varios argumentan que la única alternativa al diálogo es una intromisión militar. La política del Sol fue presentada por el Partido Demócrata Centrista Reformista bajo el mando del Presidente Kim Dae-jung, y continuado por el gobierno de Roh Moo-hyun. La Hyundai Asan parte del Grupo Hyundai, un conglomerado empresarial surcoreano ha jugado un mayor rol como pioneros en hacer enlaces comerciales con el país vecino.

### Línea política dura
Opositores surcoreanos de la Sunshine Policy opinan que el diálogo y el intercambio con Corea del Norte no ha dado ninguna oportunidad para la reunificación pacífica y le ha servido de apoyo al gobierno del Corea del Norte, el cual es generalmente visto como corrupto, no democrático y totalitarista. Estos sienten que Norcorea no tiene intenciones reales en la reunificación y que solo tratan de asegurar su propia supervivencia.
También argumentan que Corea del Sur ha visto pequeños beneficios de los contratos con Corea del Norte a pesar de la transferencia de enormes fondos al gobierno norcoreano durante la Presidencia de Kim Dae-jung. Algunos incluso creen que Corea del Sur debería mantenerse preparada en caso de un ataque norcoreano. El Gran Partido Nacional está a favor de una posición dura en Corea del Norte. Los defensores de la política de línea dura también dicen en su favor que ayudar a Corea del Norte solo ayuda a continuar el régimen de Kim Jong-un, mientras que dejándolo solo se colapsaría, lo que permitiría al país reunificarse como República de Corea.

### Fondo de Inversión para la Reunificación
El ex profesor de la Universidad de Inha Shepherd Iverson ha propuesto la creación de un fondo de inversión para la reunificación de 175.000 millones de dólares con el objetivo de sobornar a los funcionarios de la élite de la jerarquía de la RPDC para garantizar una vía diplomática para resolver el conflicto coreano mediante un cambio de régimen interno. En la propuesta se pagaría una suma de hasta 23 300 millones de dólares en total a las familias de los funcionarios de élite que ejercen el poder en Pionyang, mientras que señaló que las diez primeras familias recibirían 30 millones de dólares cada una, y las mil primeras, 5 millones. Otra suma de 121 800 millones de dólares se destinaría a la población en general del país para que empiece de nuevo su vida tras la reunificación, y se prevé que la recaudación para el fondo se obtenga de grupos privados y magnates de los negocios.

### Puntos de vista extranjeros

#### China
El gobierno chino ha mostrado su deseo de mantener el statu quo de la península de Corea pero favoreciendo en algún momento y a largo plazo la reunificación coreana; no obstante este país tiene dos preocupaciones: la primera es que cualquier movimiento repentino que pudiera desestabilizar la península coreana podría amenazar con un éxodo masivo desde Corea del Norte hacia territorio chino generando una crisis migratoria; y la segunda es que el hecho de tener un gobierno coreano afín a la administración norteamericana podría significar tener bases militares estadounidenses peligrosamente cerca de su frontera, la cual fue una de las razones de su intervención en la guerra de Corea.

#### Estados Unidos
El gobierno estadounidense ha expresado su apoyo a la eventual reunificación de las dos Coreas bajo un gobierno de carácter democrático.

#### Rusia
El gobierno ruso desea una Corea unificada.

## Posibles modelos
Esta hipotética unificación ha sido a menudo comparada con algunas reunificaciones históricas:
- Reunificación de Vietnam de 1975: cuando acabó la guerra de Vietnam, se unificaron Vietnam del Norte y Vietnam del Sur en la República Socialista de Vietnam. Vietnam del Norte tenía un gobierno socialista y Vietnam del Sur un régimen estrechamente aliado con Estados Unidos. Tras la guerra, fue el Norte quien absorbió al sur. Hoy en día Vietnam es desde un punto de vista político un estado socialista, aunque económicamente se ha convertido en una economía de libre mercado.

- Reunificación alemana de 1990: tras la caída del muro de Berlín en 1989 que dividía la Alemania Occidental y Alemania Oriental, se inició este proceso en el que básicamente la Alemania occidental capitalista absorbió a la oriental comunista con un cierto impacto económico (para ver similitudes y diferencias de este proceso con el de Corea ver el apartado de Obstáculo en el proceso-Corea del Sur).

- Reunificación de Yemen de 1990: Yemen del Sur, que fue el primer Estado socialista que existió en el mundo árabe, se reunificó con Yemen del Norte en 1990 dando lugar a la actual República de Yemen.

## Obstáculos en el proceso y comparación con lareunificación alemana

### Diferencias culturales y demográficas
- Las culturas de las dos mitades han divergido después de la separación, también así la tradicional cultura coreana y su historia compartida. Además, muchas familias se han separado después de la división de Corea.

- La población de Corea del Norte es distinta y está aislada culturamente de lo que fue la población alemana al final de los años 1980. A diferencia de Alemania del Este, los norcoreanos generalmente no reciben información ni leen publicaciones del extranjero. Tampoco han recorrido ni viajado a ultramar. El Muro de Berlín duró 28 años mientras que Corea lleva dividida más de medio siglo. Su gobierno totalitario no permite que los ciudadanos adquieran conocimientos más amplios sobre el resto del mundo, dejándolos solo con los conocimientos necesarios para vivir y trabajar en una economía planificada, tal como se ha atestiguado en los desertores de Corea del Norte que ahora viven en el sur.La mayoría de los norcoreanos ni siquiera saben utilizar una computadora.
- Durante la época de reunificación alemana la población del Este (16 111 000 aprox.) era casi la cuarta parte de la del Oeste (61 131 000 aprox.), pero la población norcoreana (25 000 000 aprox.) está actualmente alrededor de la mitad de la surcoreana (51 700 000 aprox.).

### Diferencias económicas
- Las diferencias económicas entre Corea del Sur y Corea del Norte son también motivos de preocupación. La reunificación de Corea diferiría de los precedentes de la reunificación alemana en:

- En términos absolutos, la economía surcoreana no es tan fuerte como la de Alemania del Oeste.
- En términos relativos, la economía norcoreana es muchísimo más débil que la de Alemania del Este.
- La relación entre la paridad del poder adquisitivo (PPA) estaba 3 a 1 en Alemania (cerca de 25 000 $ para el Oeste, y cerca de 8500 $ para el Este). La relación es más o menos 20 a 1 en el caso de Corea (34 200 $ para el Sur, 1800 $ para el Norte, según estimaciones de 2013), aunque estimaciones de otras fuentes varían de manera muy significativa al respecto.[cita requerida] La desigualdad social incrementa en Corea del Norte mientras la economía se estanca, y la economía de Corea del Sur está caracterizada por un crecimiento entre moderado y alto.
- Se debe tener en cuenta que la economía alemana todavía sufre por la rápida reunificación, después que esta se realizase en 1990. Además, algunos analistas advierten que la rápida reunificación podría llevar a la economía surcoreana a un punto de colapso. También podría traer una marea de refugiados en Corea del Sur, causando una crisis social y económica.

- Las diferencias económicas son tan grandes que los surcoreanos, deseando la reunificación en teoría, quieren retrasar el proceso hasta que la economía del Norte pueda ser sobrellevada. Todo esto después de haber visto el resultado de la repentina reunificación entre Alemania del Este y Alemania del Oeste, y aún más sabiendo las diferencias entre las dos Coreas.

### Diferencias políticas
- Actualmente, asuntos políticos como la diametral oposición de formas de gobierno causan más preocupación. Sin embargo, la actitud del gobierno de Corea del Sur hacia Corea del Norte ha cambiado dramáticamente en las últimas décadas; durante la administración de Park Chung-hee, el odio hacia el gobierno de Corea del Norte fue promovido en la población civil. Por ejemplo, un anuncio mostrando dos caracteres coreanos con el significado de «Contra el comunismo» o «Anti comunismo» fueron colgados en todas las paredes de los colegios.[cita requerida] En contraste, un reciente cómic publicado por un autor surcoreano que era nada favorecedor al líder de Corea del Norte fue prohibido por el gobierno de Corea del Sur el cual temía que dicha publicación pudiera herir los esfuerzos de reunificación. Debe de ser considerado que el servicio de noticias de Corea del Norte suele referirse al gobierno surcoreano como un gobierno marioneta.
- Corea del Norte hizo frente a muchos desafíos: la hambruna durante los años 1990 ha colocado al gobierno en una difícil posición. No se sabe cuánto apoyo recibe realmente el gobierno por parte del pueblo de Corea del Norte, pero las fuentes occidentales sostienen que gran parte de este se debe a que el pueblo siente un gran temor por Kim Il-sung, que murió en 1994; otros opinan que algunos norcoreanos eran fieles al propio Kim Jong-il. Asimismo, tras los resultados del programa nuclear y la última escalada de tensiones en la península, se deterioraron rápidamente las relaciones diplomáticas con otros países implicados como Corea del Sur o Estados Unidos.